# 李應魁 (萬曆壬辰進士)
李應魁（1556年—？），字伯卿，號鵬所，直隸大城人，明朝政治人物。

## 生平
直隸戊子科鄉試舉人。萬曆二十年（1592年），登壬辰科第三甲第一百四名進士，历任直隶凤阳府推官、吏部文选司主事、吏部验封司署员外郎主事、山东右参政，仕至山東按察使，青州兵备。

## 家族
曾祖李來；祖父李思聰；父李鉉。